# Брюнинг, Николетт
Николетт Брюнинг (нидерл. Nicolette Bruining, 27 августа 1886[…], Stompetoren, Северная Голландия — 12 апреля 1963[…], Гаага) — нидерландский теолог и президент-основатель Либеральной протестантской радиовещательной корпорации (нидерл. Vrijzinnig Protestantse Radio Omroep) (VPRO). Она также была учителем и гуманистом, помогала евреям во время Второй мировой войны. Её помощь была признана государством Израиль, которое посмертно удостоило её звания Праведника народов мира в 1990 году.

## Биография
Николетт Адриана Брюнинг родилась 27 августа 1886 года в Стомпеторене, Нидерланды, в семье Аиды Хелены Элизабет (урождённой Гюйгенс) и Альбертуса Брюнинга. Она окончила гимназию Барлеуса в Амстердаме и решила пойти по стопам отца, продолжив университетское обучение по теологии. Она поступила в Амстердамский университет, где её отец был профессором, и окончила его со степенью бакалавра в 1912 году. В том же году она начала преподавать религию в различных школах, в том числе в педагогической школе при Гаагском обществе (Haagsch Genootschap). В 1916 году она защитила диссертацию о голландском догматическом лютеранском богослове Франце Германе Рейнгольде фон Франке (De Theologie van FHR von Frank). Она вступила в Ассоциацию либеральных протестантов и была председателем её отделения в Гааге. Она также начала проповедовать в различных муниципалитетах как от либерального отделения Нидерландской реформатской церкви, так и от Нидерландской протестантской ассоциации.
В 1923 году она помогла основать Нидерландскую протестантскую ассоциацию, чтобы расширить сферу деятельности церкви. В частности, она предложила использовать новое средство массовой информации — радио — для распространения либеральных христианских взглядов. В 1925 году Брюнинг и Э. Д. Спелберг создали комитет для исследования возможности трансляции программ в поддержку их дела; они обнаружили, что государственный орган, ответственный за лицензирование вещания, предоставляет эфирное время только легально созданным организациям. В результате в 1926 году Центральный комитет учредил Vrijzinnig Protestantse Radio Omroep (Либеральную протестантскую радиовещательную корпорацию, VPRO); Брюнинг была президентом, а Спелберг секретарём. Брюнинг пропагандировала свой подход как в своих передачах, так и в статьях, часто публикуемых в радиожурнале Vrije Geluiden («Свободные звуки»), пропагандируя не связанность с определённой конфессией и приглашая все интеллектуальные движения к участию. При нацистской оккупации Нидерландов во время Второй мировой войны вещание VPRO было запрещено.
Брюнинг преподавала иврит в старших классах муниципальной средней школы в Гааге, но в 1941 году всех еврейских учеников исключили, и она в знак протеста прекратила преподавание, но продолжила обучение учеников у себя дома. Когда одной из её учениц, Элизабет Вайсвиш, и её семье угрожала депортация, Брюнинг выступила посредником с подпольем, помогая им найти безопасные дома, снабжала купонами на продукты, была посредником в доставке писем между членами семьи и лично передала Вайсвиш сообщение о том, что её родителей предали и отправили в концлагерь Вестерборк. Обе дочери Вайсвиш пережили войну благодаря вмешательству Брюнинг.
В 1945 году VPRO разрешили возобновить вещание. Брюнинг и Спелберг были полностью восстановлены в правах в 1947 году. В 1951 году, когда был создан Голландский телевизионный фонд, Брюнинг входила в его совет директоров в качестве представителя VPRO. В 1950-х годах она вела программу под названием «Сегодня»; в силу её предпочтений программа транслировалась в прямом эфире. Она вышла на пенсию в 1956 году и стала почётным президентом VPRO пожизненно. Брюнинг умерла 12 апреля 1963 года в Гааге. Посмертно, 7 марта 1990 года, правительство Израиля удостоило её звания Праведника народов мира, награды, присуждаемой в знак признания заслуг неевреев, помогавших евреям пережить Холокост, за её помощь семье Вайсвиш.